# Plecia multilobata
Plecia multilobata är en tvåvingeart som beskrevs av Hardy 1968. Plecia multilobata ingår i släktet Plecia och familjen hårmyggor. Inga underarter finns listade i Catalogue of Life.